# Paula Cheshire
Paula García Vázquez, née à Pontevedra le 6 avril 1993, de son nom de plume Paula Cheshire, est une dessinatrice de bandes dessinées et illustratrice espagnole.

## Biographie

### Enfance et débuts
Paula est née à Pontevedra et est gauchère. Elle s'est d'abord inscrite à la Faculté des beaux-arts de Pontevedra, mais elle n'a pas terminé la première année, car elle a tout de suite compris que ces études n'étaient pas faites pour elle. Elle s'est alors orientée vers le graphisme et s'est inscrite à l'école d'art et de design Antonio Faílde, à Ourense. En 2021, elle a commencé à travailler à son compte en tant qu'indépendante. Elle a toujours préféré les illustrations pour enfants et les bandes dessinées.

### Carrière
Paula avait un petit nombre d'adeptes sur les réseaux sociaux, car elle dessinait depuis un certain temps, et ils l'ont aidée à faire sa promotion. Elle y est parvenue, mais la concurrence était rude, car il y avait de nombreux illustrateurs, dont beaucoup étaient extrêmement talentueux. Ses écrits, en particulier ceux qui traitent de l'inquiétude et de la maladie mentale, doivent avoir un petit quelque chose qui les rend attrayants pour les lecteurs.  Après l'épidémie, son travail est devenu rapidement viral.
Elle a écrit des fanzines tels que Me das ansiedad et a participé à « ¡Zuzumba ! » et « danse avec moi ». En 2019, elle a participé au projet Contes pour comprendre la planète et a dessiné le récit Un trésor pour Martín de Ana et Lucía Riveiro Mouzo,.
Paula s'est inspirée de la mort de sa mère en 2019 à la suite d'un cancer pour écrire son roman El duelo. Elle a travaillé sur ce livre pendant environ un an après le décès de sa mère, et même plus longtemps que cela. « Je l'ai intitulé ainsi, en le reliant aux phases par lesquelles on dit que tout le monde passe dans ces situations : la colère, la négociation, la dépression et l'acceptation », explique-t-elle. Me das ansiedad et El duelo établissent un lien entre ses dessins et ceux de plusieurs autres dessinateurs modernes dont la vie est le sujet de l'ouvrage.
En 2024, elle sera présente au Comic Pop Up de Madrid et au Salón del Comic de Guecho (Biscaye), après avoir participé au Comic Show de Saragosse, aux Japan Weekends de Bilbao et de Valence, et au Viñetas desde el Atlántico de La Corogne.

## Styles et thèmes
L'humour est l'une des caractéristiques de Paula Cheshire. Elle l'avait déjà largement utilisé dans les bandes dessinées autobiographiques qu'elle publiait sur les réseaux, abordant des sujets tels que ses problèmes d'anxiété. Elle estime que tout l'influence puisqu'elle lit beaucoup. Elle a lu quelques bandes dessinées ainsi que de la littérature pour enfants comme Tintin, Astérix et Mafalda.
Paula a été inspirée par Sarah Andersen, et en fait, Paula a fait la queue pour qu'Andersen signe ses livres lorsqu'elle a visité Pontevedra. Paula était une admiratrice de nombreux illustrateurs, dont Agustina Guerrero, Lola Vendetta et Ana Oncina. Il ne s'agit pas de créer un conte et de le publier ; cette méthode de travail est au contraire très directe et trouve un écho favorable auprès du public, car elle peut susciter une réaction immédiate de la part des lecteurs, a-t-elle déclaré lors d'une interview.

## Œuvre

### Auteure
- (es) Paula Cheshire, El duelo, première édition, 6 octobre 2022, 112 p. (ISBN 978-8418419690)
- (es) Paula Cheshire, Me das ansiedad, Fandogamia Editorial, C.B., 20 juin 2023, 120 p. (ISBN 978-8418419874)
- (gl) Paula Cheshire et Paula Carballeira, Wombo Combo (INFANTIL E XUVENIL - MERLÍN E-book) (Galician Edition), Edicións Xerais, 18 janvier 2024, 73 p. (ISBN 978-8418419874, ASIN B0D549XG57)

### Illustratrice
- (gl) Lingua galega e Literatura. 6 Primaria. Revoa, XERME, 30 avril 2023, 296 p. (ISBN 978-8419101501)
- (es) Miquits, Antela Editorial, 16 septembre 2022, 56 p. (ISBN 978-8412545210)

## Prix et récompenses
Elle a remporté le prix du meilleur auteur au dernier Salón del Cómic de Valence pour son livre El duelo. Elle est également nommée au Salón del Cómic de Barcelone dans la même catégorie.